# Camil Afram Antoine Semaan
Camil Afram Antoine Semaan (ur. 2 maja 1980 w Bejrucie) – duchowny Kościoła katolickiego obrządku syryjskiego, od 2020 egzarcha patriarszy Jerozolimy.

## Życiorys
Święcenia kapłańskie przyjął 24 czerwca 2006 z rąk Ignacego Piotra VIII Abdel-Ahada. Po święceniach pracował przy patriarchacie jako m.in. sekretarz patriarchy oraz jako kanclerz kurii. W 2016 został skierowany do egzarchatu jerozolimskiego w charakterze asystenta miejscowego biskupa, a w 2019 został wybrany administratorem egzarchatu.
Synod Kościoła syryjskokatolickiego wybrał go na egzarchę patriarszego Jerozolimy. 28 marca 2020 papież Franciszek zatwierdził ten wybór i przydzielił mu biskupstwo tytularne Hierapolis in Syria. Sakry biskupiej udzielił mu 15 sierpnia 2020 roku Ignacy Józef III Younan, syryjskokatolicki patriarcha Antiochii.